# Kiss László (labdarúgó, 1938)
Kiss László (1938. augusztus 2. – Budapest, 1967. július 16.) labdarúgó, hátvéd. A sportsajtóban Kiss III néven volt ismert.

## Pályafutása
1958 és 1962 között volt a Ferencváros játékosa, ahol egy bajnoki bronzérmet szerzett a csapattal. A Fradiban 37 mérkőzésen szerepelt (17 bajnoki, 20 nemzetközi). 1962 és 1967 között a Budafoki MTE játékosa volt. 1967 július 16-án a Fehér úti sportpályán egy edzőmérkőzésen villámcsapás érte és meghalt.

## Sikerei, díjai
- Magyar bajnokság
  - 3.: 1961–62
- Vásárvárosok kupája (VVK)
  - elődöntős: 1962–63